# Emblema da República Socialista Soviética da Armênia

Emblema da República Socialista Soviética da Armênia

O emblema da República Socialista Soviética da Armênia foi o emblema de armas da RSS da Armênia que foi adotado em 1937 e foi usado até 1991, foi concedido de um primeiro modelo desenhado por Martiros Sarian um famoso pintor armênio.
O emblema mostra o Monte Ararate como o Símbolo nacional da Armênia. As uvas se encontram logo abaixo do Ararate e representam a tradicional história bíblica da primeira vinha que Noé plantou quando desceu da arca como um sinal de renascimento da humanidade. E nas bordas internas dos lados das uvas inclui trigos símbolo da terra e os recursos naturais da Armênia. Acima do Ararate estão a foice e o martelo e atrás de ambos uma Estrela vermelha que representam o comunismo. Impresso na borda exterior estão as palavras "República Socialista Soviética da Armênia" em armênio (Հայկական Սովետական Սոցիալիստական Հանրապետություն) enquanto no centro da borda exterior esta o lema "Trabalhadores do mundo, uni-vos!" tanto em armênio (Պրոլետարներ բոլոր երկրների, միացե'ք) como em russo (Пролетарии всех стран, соединяйтесь!).
A inclusão do Monte Ararate gerou objeções por parte da Turquia porque essa montanha é parte de seu território. O Kremlin respondeu que embora o símbolo turco é uma média lua, isso não significava que a Turquia reivindicou a média lua para si .

## Outras versões

Emblema da República Socialista Soviética da Armênia de 1922.